# 부산 남구의 국회의원

## 행정구역 변천
- 1975년 10월 1일 부산진구 대연동·용호동·용당동·감만동·우암동·남천동·적기동 일부, 동구 범일동 일부·적기동 일부, 동래구 수영동·망이동·광안동·민락동에 부산직할시 남구 설치
- 1995년 1월 1일 부산광역시 남구
- 1995년 3월 1일 남구 남천동·수영동·망미동·광안동·민락동이 수영구로 분구

## 부산 남구의 역대 국회의원 일람
| 대수   | 이름           | 소속정당     | 임기                               | 선거구역 |
| ------ | -------------- | ------------ | ---------------------------------- | --- |
| 제10대 | 김승목(金承穆) | 신민당       | 1979년 3월 12일 ~ 1980년 10월 27일 | 남구 일원(제5선거구) |
| 제10대 | 김재홍(金在弘) | 민주공화당   | 1979년 3월 12일 ~ 1980년 10월 27일 | 남구 일원(제5선거구) |
| 제11대 | 이흥수(李興洙) | 민주정의당   | 1981년 4월 11일 ~ 1985년 4월 10일  | 남구·해운대구 일원(제5선거구) |
| 제11대 | 김승목(金承穆) | 민주한국당   | 1981년 4월 11일 ~ 1985년 4월 10일  | 남구·해운대구 일원(제5선거구) |
| 제12대 | 이기택(李基澤) | 신한민주당   | 1985년 4월 11일 ~ 1988년 5월 29일  | 남구·해운대구 일원(제5선거구) |
| 제12대 | 유흥수(柳興洙) | 민주정의당   | 1985년 4월 11일 ~ 1988년 5월 29일  | 남구·해운대구 일원(제5선거구) |
| 제13대 | 허재홍(許在弘) | 통일민주당   | 1988년 5월 30일 ~ 1992년 5월 29일  | 남구 갑: 대연1동, 대연2동, 대연4동, 용호1동, 용호2동, 용호3동, 용호4동, 용당동, 감만1동, 감만2동, 우암1동, 우암2동, 남천1동, 남천2동, 문현4동, 광안2동 |
| 제13대 | 정상구(鄭相九) | 통일민주당   | 1988년 5월 30일 ~ 1992년 5월 29일  | 남구 을: 대연3동, 대연5동, 대연6동, 문현1동, 문현2동, 문현3동, 문현5동, 수영동, 망미1동, 망미2동, 광안1동, 광안3동, 광안4동, 민락동                    |
| 제14대 | 허재홍(許在弘) | 민주자유당   | 1992년 5월 30일 ~ 1996년 5월 29일  | 남구 갑: 대연1동, 대연2동, 대연4동, 용호1동, 용호2동, 용호3동, 용호4동, 용당동, 감만1동, 감만2동, 우암1동, 우암2동, 남천1동, 남천2동, 문현4동, 광안2동 |
| 제14대 | 유흥수(柳興洙) | 민주자유당   | 1992년 5월 30일 ~ 1996년 5월 29일  | 남구 을: 대연3동, 대연5동, 대연6동, 문현1동, 문현2동, 문현3동, 문현5동, 수영동, 망미1동, 망미2동, 광안1동, 광안3동, 광안4동, 민락동                    |
| 제15대 | 이상희(李祥羲) | 신한국당     | 1996년 5월 30일 ~ 2000년 5월 29일  | 남구 갑: 대연1동, 대연2동, 대연3동, 대연4동, 대연5동, 대연6동, 문현1동, 문현2동, 문현3동, 문현4동, 문현5동                                             |
| 제15대 | 김무성(金武星) | 신한국당     | 1996년 5월 30일 ~ 2000년 5월 29일  | 남구 을: 용호1동, 용호2동, 용호3동, 용호4동, 용당동, 감만1동, 감만2동, 우암1동, 우암2동                                                                |
| 제16대 | 김무성(金武星) | 한나라당     | 2000년 5월 30일 ~ 2004년 5월 29일  | 남구 일원 |
| 제17대 | 김정훈(金正薰) | 한나라당     | 2004년 5월 30일 ~ 2008년 5월 29일  | 남구 갑: 대연1동, 대연2동, 대연3동, 대연4동, 대연5동, 대연6동, 문현1동, 문현2동, 문현3동, 문현4동                                                      |
| 제17대 | 김무성(金武星) | 한나라당     | 2004년 5월 30일 ~ 2008년 5월 29일  | 남구 을: 용호1동, 용호2동, 용호3동, 용호4동, 용당동, 감만1동, 감만2동, 우암1동, 우암2동                                                                |
| 제18대 | 김정훈(金正薰) | 한나라당     | 2008년 5월 30일 ~ 2012년 5월 29일  | 남구 갑: 대연1동, 대연2동, 대연3동, 대연4동, 대연5동, 대연6동, 문현1동, 문현2동, 문현3동, 문현4동                                                      |
| 제18대 | 김무성(金武星) | 무소속       | 2008년 5월 30일 ~ 2012년 5월 29일  | 남구 을: 용호1동, 용호2동, 용호3동, 용호4동, 용당동, 감만1동, 감만2동, 우암1동, 우암2동                                                                |
| 제19대 | 김정훈(金正薰) | 새누리당     | 2012년 5월 30일 ~ 2016년 5월 29일  | 남구 갑: 대연1동, 대연2동, 대연3동, 대연4동, 대연5동, 대연6동, 문현1동, 문현2동, 문현3동, 문현4동                                                      |
| 제19대 | 서용교(徐瑢敎) | 새누리당     | 2012년 5월 30일 ~ 2016년 5월 29일  | 남구 을: 용호1동, 용호2동, 용호3동, 용호4동, 용당동, 감만1동, 감만2동, 우암1동, 우암2동                                                                |
| 제20대 | 김정훈(金正薰) | 새누리당     | 2016년 5월 30일 ~ 2020년 5월 29일  | 남구 갑: 대연1동, 대연2동, 대연3동, 대연4동, 대연5동, 대연6동, 문현1동, 문현2동, 문현3동, 문현4동                                                      |
| 제20대 | 박재호(朴在昊) | 더불어민주당 | 2016년 5월 30일 ~ 2020년 5월 29일  | 남구 을: 용호1동, 용호2동, 용호3동, 용호4동, 용당동, 감만1동, 감만2동, 우암1동, 우암2동                                                                |
| 제21대 | 박수영(朴洙瑩) | 미래통합당   | 2020년 5월 30일 ~ 2024년 5월 29일  | 남구 갑: 대연2동, 대연4동, 대연5동, 대연6동, 문현1동, 문현2동, 문현3동, 문현4동, 용당동, 감만1동, 감만2동, 우암1동, 우암2동                            |
| 제21대 | 박재호(朴在昊) | 더불어민주당 | 2020년 5월 30일 ~ 2024년 5월 29일  | 남구 을: 대연 1동, 대연 3동, 용호1동, 용호2동, 용호3동, 용호4동                                                                                        |
| 제22대 | 박수영(朴洙瑩) | 국민의힘     | 2024년 5월 30일 ~                  | 남구 일원 |

## 같이 보기
- 부산 부산진구의 국회의원
- 부산 동래구의 국회의원
- 부산 수영구의 국회의원
- 남구 갑 (1988년 부산 선거구)
- 남구 을 (1988년 부산 선거구)
- 남구 (2000년 부산 선거구)
- 남구 갑 (2004년 부산 선거구)
- 남구 을 (2004년 부산 선거구)
- 남구 (2024년 부산 선거구)